# 複層扁平上皮
複層扁平上皮（stratified squamous epithelium）又稱複層鱗狀上皮，由不同層數的細胞所組成，其細胞形狀由底部的立方狀逐漸轉變成表面的扁平狀。基底細胞可持續分裂，新形成的細胞會逐漸推向游離表面，之後便會脫落。在此過程中，細胞會先成熟然後再退化，表面細胞會有明顯的退化；這在核方面特別明顯，它們會逐漸變得緻密、扁平，之後完全瓦解。
複層扁平上皮適合抵抗外界入侵，因爲表面細胞喪失並不會危害其下方的組織；但它們較不適合抵抗乾燥。此種上皮內襯於口腔、咽、食道、肛管、子宮頸和陰道中，這些地方易受到機械性的磨擦，但皆有腺體分泌物保持其濕潤。
子宮頸的上皮具有注意其高度細胞化的基底層以及由此變形爲大的多角形細胞之中間層，最後退化成表層的扁平細胞。上皮與下方支持組織間的接合處是不規則的，這可加強上皮與下方組織間的黏連。
上皮深層有一些淋巴球散佈於此處。基底膜很厚，如所有的上皮一般，血管皆無法越過基底膜而上行。
子宮頸突入陰道處所取得之細胞抹片，此染色法可將返化的扁平狀表層上皮染成粉紅色，來自深層的活細胞則被染成藍色。

## 角質化複層扁平上皮
這種特殊型式的複層扁平上皮組成皮膚的上皮表面（表皮），其可抵抗身體表面所長期曝露的磨擦及乾燥。在成熟過程中，上皮細胞會一直堆積可用來互相鍵結的細胞骨架蛋白，此步驟稱做角質化（keratinisation），結果便形成一層由角質蛋白 (keratin)所構成的強韌、無生命的表層，也會因過度曝露於磨擦或乾燥狀態而引發角質化作用。

## 其他圖片

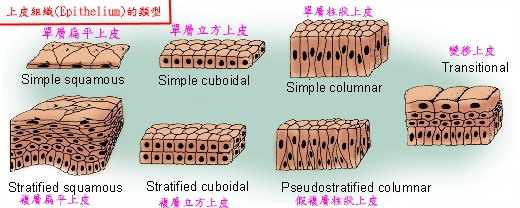
各種上皮組織。
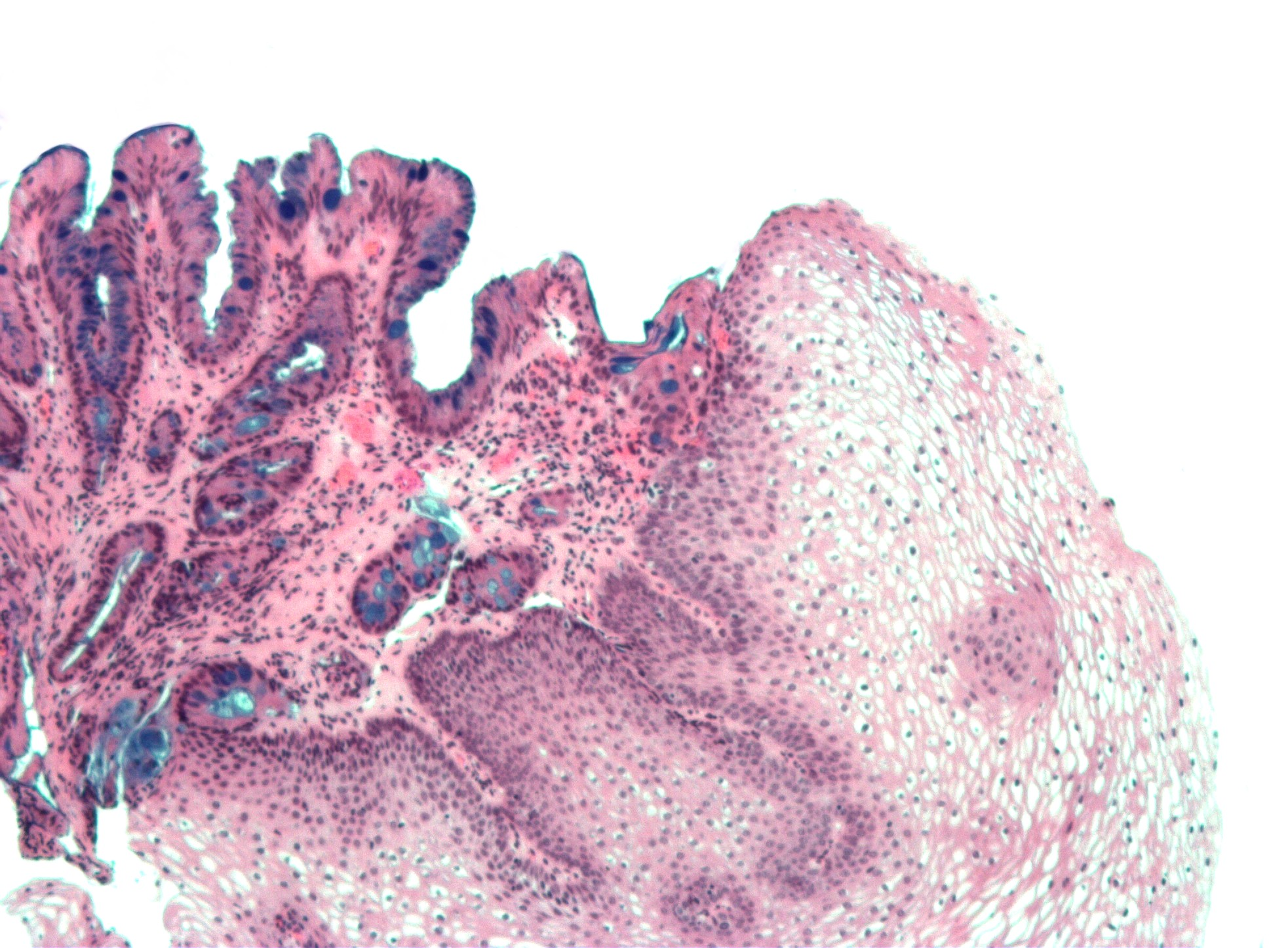
正常的複狀扁平上皮(位於右邊)以及左邊的化生(細胞的不正常變化)產生巴雷斯特食道症。Alcian藍染色法